# Будисавлевич, Диана

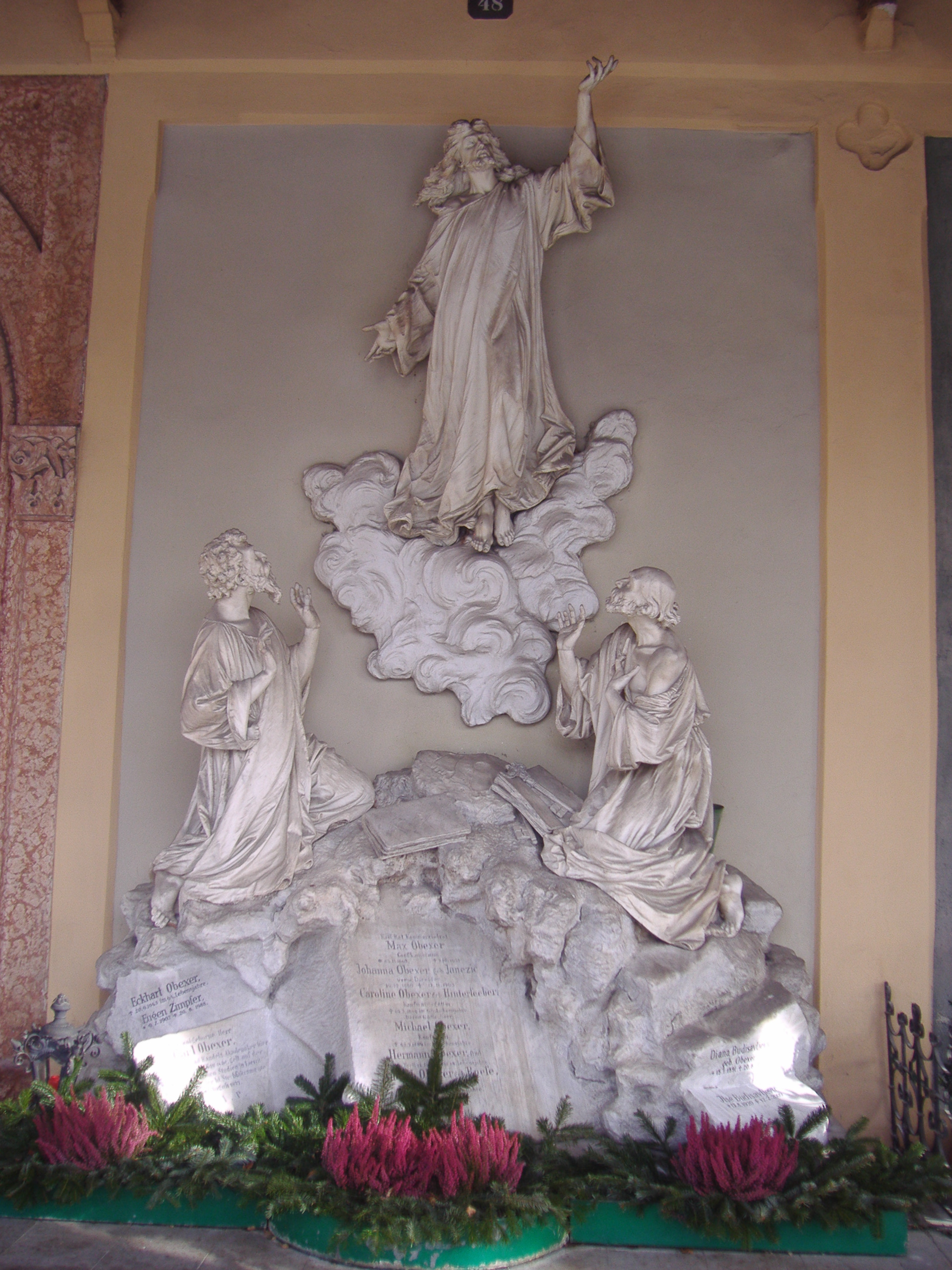
Семейное место захоронения Будисавлевичей

Диана Будисавлевич (нем. Diana Budisavljević, урождённая Обексер, нем. Obexer; 15 января 1891, Инсбрук, Австрийская империя — 20 августа 1978, Инсбрук, Австрия) — югославский врач и гуманитарный работник австрийского происхождения, спасшая из нацистских концлагерей более 12 000 детей.

## Биография
Родилась 15 января 1891 года в Инсбруке, Австро-Венгрия, в известной семье Обексер (нем. Obexer).
В 1917 году вышла замуж за Юлия Будисавлевича (Julije Budisavljević; 1882—1981), этнического сербского врача, работавшего ординатором в хирургической клинике в Инсбруке. В 1919 году он был назначен профессором хирургии в медицинской школе Загребского университета и вместе с женой переехали жить в Загреб, в то время — Королевство Югославия. До Второй мировой войны участвовали в общественной жизни города.
В ходе войны, в апреле 1941 года, Югославия была захвачена немецкими войсками, начавшими геноцид против сербов, евреев и цыган, создав вместе с хорватскими приспешниками (усташи) многочисленные концентрационные лагери в Хорватии. Узнав про детей, находившихся в лагерях смерти, Диана начала акцию «Action Diana Budisavljević» по спасению детей и женщин в различных концлагерях на территории Югославии, в том числе Ясеновац. Используя свои австрийские корни и влияние мужа, она организовала спасения детей из лагерей в Австрию c последующим их усыновлением. Для этих целей она привлекала также хорватское отделение Красного Креста.
В результате действий Дианы Будисавлевич и её сторонников, из концлагерей было вызволено 15 536 детей, 3254 из которых погибли во время спасательных действий, обессиленные пытками, голодом и болезнями; оставшиеся — выжили. При этом погибло одиннадцать участников этой спасательной акции. В мае 1945 года Будисавлевич сдала картотеку, которую она вела в течение четырёх лет, в Министерство социальной политики Югославии. В этом же году Комитет безопасности Югославии конфисковал весь архив Дианы Будисавлевич, и власти запретили ей говорить о своём подвиге. Широкая общественность узнала про этот подвиг, только когда внучка нашла записи своей умершей бабушки. Свидетельства о своей деятельности Диана оставила в дневнике, который вела с 23 октября 1941 года до 7 февраля 1947 года (дневник был опубликован в Хорватии в 2003 году). Прожив в Загребе до 1972 года, Диана Будисавлевич вместе с мужем переехала в Инсбрук, где умерла 20 августа 1978 года.

## Память
- В 2011 году в Загребе на киностудии Hulahop был снят документальный фильм Dianina lista[5].
- 15 февраля 2012 года, в День государственности Сербии, Президент республики Борис Тадич посмертно наградил Диану Будисавлевич золотой медалью Милоша Обилича за храбрость и личный героизм[6].
- 18 октября 2013 года Святейший Патриарх сербский Ириней наградил её посмертно наградой Сербской православной церкви — орденом царицы Милицы[7][4].
- В июне 2014 года сербский режиссёр Тихомир Станич начал съёмки фильма, основанного на дневниках Дианы Будисавлевич[3]. Фильм вышел в 2019 году.